# Dithecodes brunneifrons
Dithecodes brunneifrons là một loài bướm đêm trong họ Geometridae.